# THE CHARM PARK
Charm Park es una banda musical fundada por THE CHARM PARK, un músico y compositor coreano-estadounidense que actualmente radica en Japón.

## Biografía
Pasó 24 años viviendo en los Estados Unidos, donde estudio secundaria en Diamond Bar High School. Estudió en Berklee College of Music de Boston y se graduó en el año 2008, al graduarse se mudó a la ciudad de Los Ángeles.
3 años más tarde formaría junto a un compañero de Berklee College of Music la banda Hemenway, en la cual él era el guitarrista líder. El 24 de marzo de 2014 Hemenway anunciaría su desintegración debido a diferencias creativas musicales entre los miembros de la banda.

## Discografía

### Álbumes de estudio

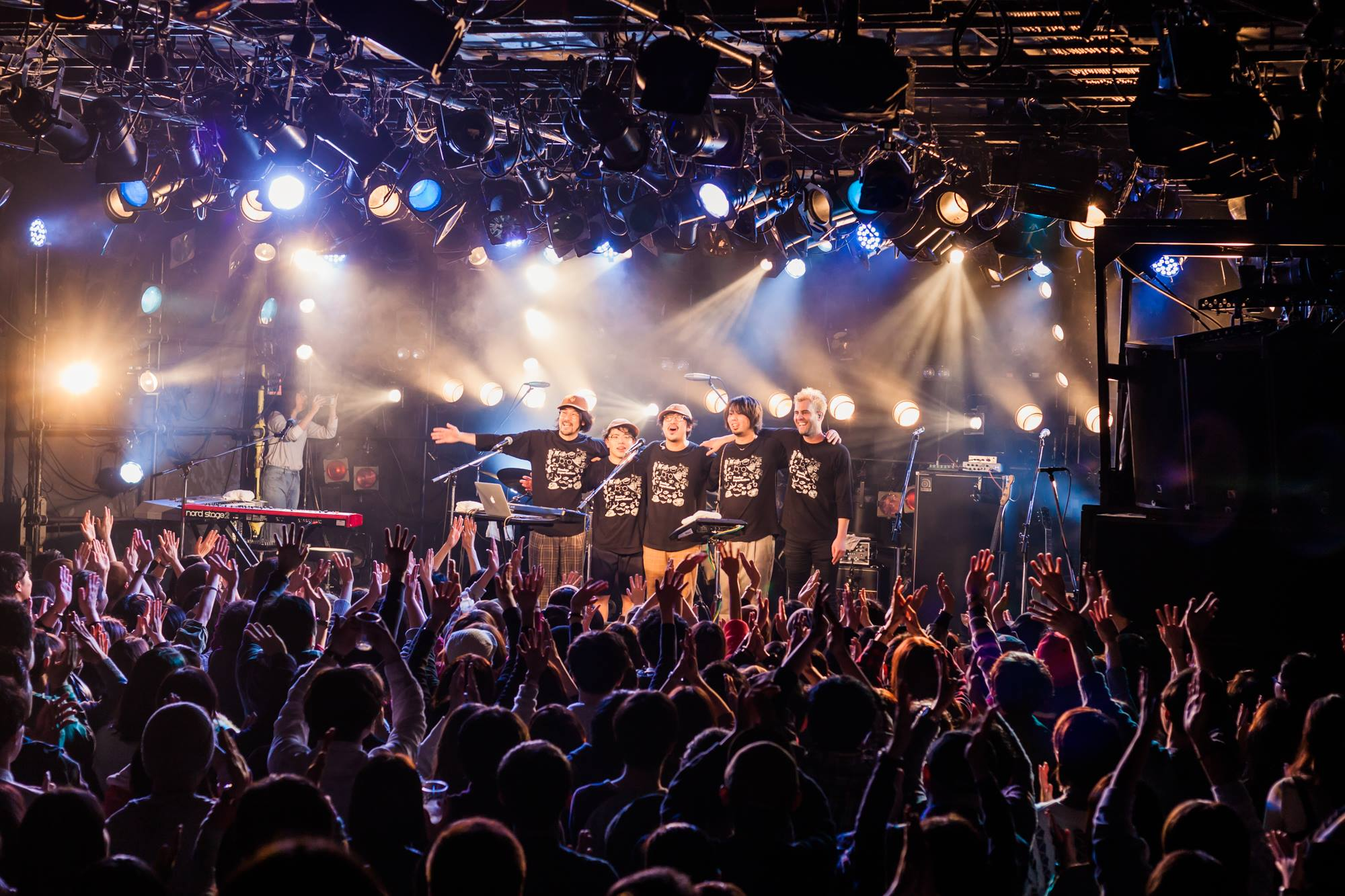
THE CHARM PARK (en vivo)

| Orden | Lanzamiento             | Título                          |
| ----- | ----------------------- | ------------------------------- |
| 1°    | 1 de mayo de 2015       | Reverse & Rebirth               |
| 2°    | 13 de diciembre de 2016 | A REPLY                         |
| 3°    | 7 de noviembre de 2017  | The Charm Park                  |
| 4     | 14 de noviembre de 2018 | Timeless Imperfections [Side-B] |
| 5°    | 5 de diciembre de 2018  | Timeless Imperfections [Side-A] |

### Miniálbumes
| Orden | Lanzamiento             | Título        |
| ----- | ----------------------- | ------------- |
| 1°    | 11 de noviembre de 2015 | A Letter      |
| 2°    | 3 de julio de 2019      | Standing Tall |

### Sencillos
| Orden | Lanzamiento              | Título                                                 |
| ----- | ------------------------ | ------------------------------------------------------ |
| 1°    | 1 de noviembre de 2014   | Gravity                                                |
| 2°    | 14 de diciembre de 2014  | Rebuild                                                |
| 3°    | 30 de junio de 2017      | Dreamers                                               |
| 4°    | 26 de julio de 2017      | Starry                                                 |
| 5°    | 25 de agosto de 2017     | Disc                                                   |
| 6°    | 29 de septiembre de 2017 | Fly Free                                               |
| 7°    | 30 de marzo de 2018      | Wonderland (ワンダーランド)                            |
| 8°    | 27 de junio de 2018      | Carpe Diem / For You (カルぺ・ディエム / フォー・ユー) |
| 9°    | 27 de julio de 2018      | Mothers                                                |
| 10°   | 10 de abril de 2019      | 花が咲く道                                             |
| 11°   | 12 de mayo de 2019       | Stars Colliding                                        |